# Агамирзян, Рубен Сергеевич
Рубе́н Серге́евич Агамирзя́н (20 декабря 1922, Тифлис — 26 октября 1991, Санкт-Петербург) — актёр, театральный режиссёр, педагог. Народный артист СССР (1983). Лауреат Государственной премии СССР (1984).

## Биография
Рубен Агамирзян родился в Тифлисе (ныне Тбилиси, Грузия)в армянской семье.
В 1940 году учился в студии Тбилисского русского драматического театра им. А. С. Грибоедова у Г. А. Товстоногова, в 1941 году перешёл в школу-студию при Тбилисской киностудии.
Участник войны, в 1942—1946 годах — в рядах Красной Армии.
В 1946—1948 годах — актёр и режиссёр-ассистент Русского драматического театра Молдавской ССР им. А. П. Чехова в Кишинёве.
В 1948—1953 учился на режиссёрском факультете Ленинградского театрального института им. А. Н. Островского (ныне Российский государственный институт сценических искусств) (курс Л. С. Вивьена).
В 1953—1961 годах — режиссёр Ленинградского театра драмы им. А. С. Пушкина (ныне Александринский театр), где сотрудничал с Г. Козинцевым во время работы над «Гамлетом» У. Шекспира и Г. Товстоноговым в процессе постановки «Оптимистической трагедии» Вс. В. Вишневского.
В 1961—1966 годах — режиссёр Большого драматического театра им. М. Горького (с 1992 — имени Г. А. Товстоногова), где запомнился прежде всего спектаклем «Я, бабушка, Илико и Илларион» по Н. Думбадзе.

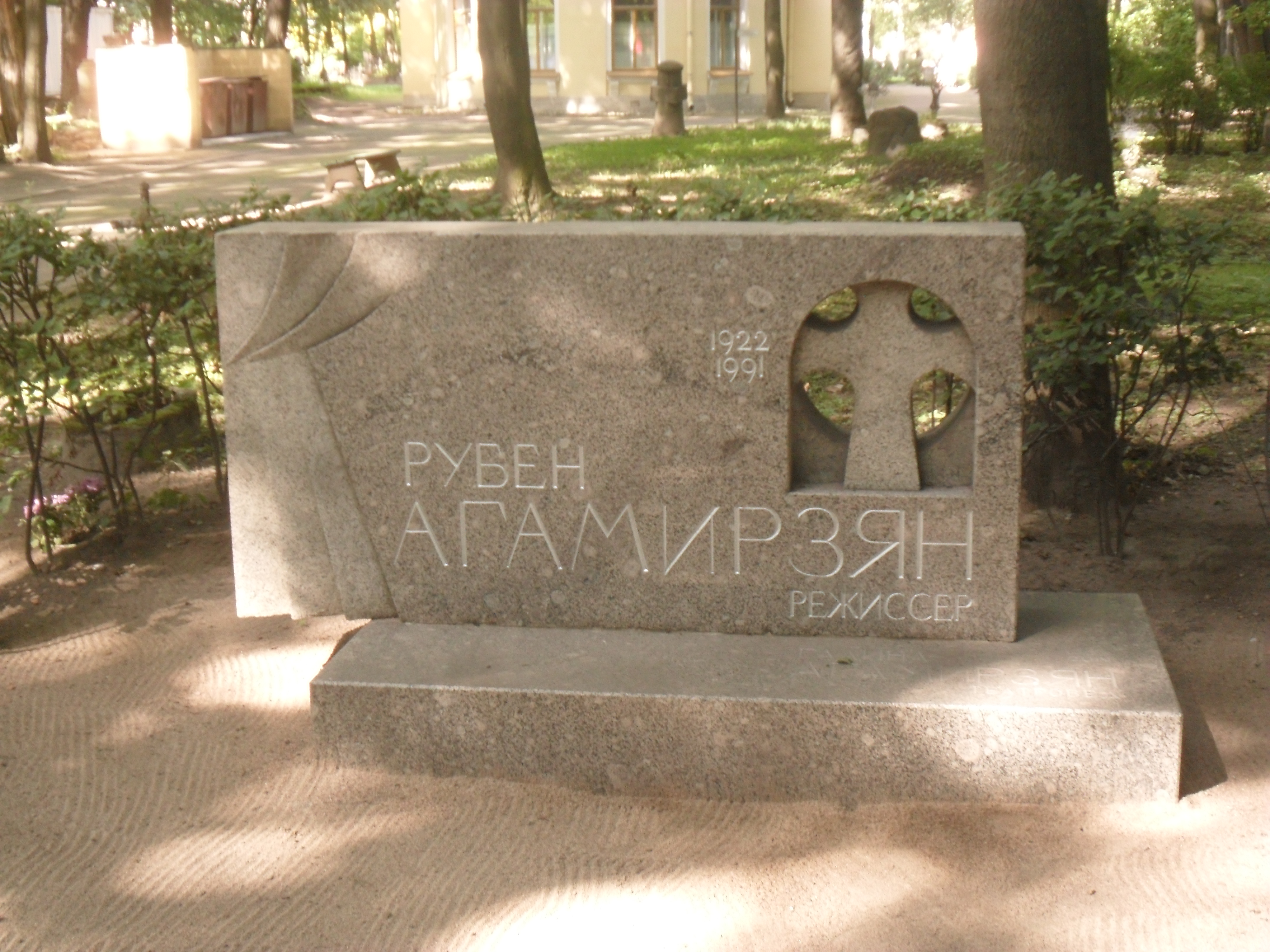
Могила Агамирязна на Литераторских мостках в Санкт-Петербурге.

С 1966 года — главный режиссёр и художественный руководитель Ленинградского драматического театра им. В. Ф. Комиссаржевской, где за 25 лет работы поставил 51 спектакль.
Ставил спектакли в театрах Москвы, Минска, Праги, Будапешта, Турку и других городов, всего более ста спектаклей.
В 1953—1985 годах преподавал в Ленинградском институте театра, музыки и кинематографии (ныне Российский государственный институт сценических искусств), в 1975—1985 — заведующий кафедрой актёрского мастерства (с 1976 — профессор). Преподавал на курсе Б. В. Зона, где учились А. Фрейндлих и Ю. Родионов.
Автор около 100 статей, книги «Время. Театр. Режиссёр» (1987).
Жил в Ленинграде на ул. Толмачёва, 18/37.
Умер в Санкт-Петербурге 26 октября 1991 года, на 69-м году жизни, сидя в театральной ложе своего театра c супругой Галиной и внуком Робертом, во время спектакля «Дни Турбиных» по М. А. Булгакову. Похоронен на Литераторских мостках.

### Семья
- Сын — Игорь Рубенович Агамирзян (род. 1957), кандидат физико-математических наук, генеральный директор и председатель правления ОАО «РВК»[5].

## Награды и звания
- Заслуженный деятель искусств РСФСР (1969)
- Заслуженный деятель искусств Грузинской ССР (1972)
- Народный артист РСФСР (1974)[4]
- Народный артист СССР (1983)
- Государственная премия СССР (1984) — за драматическую трилогию А. К. Толстого «Смерть Иоанна Грозного», «Царь Фёдор Иоаннович», «Царь Борис», поставленную на сцене ЛАДТ им. В. Комиссаржевской
- Орден Ленина (1990)[6]
- Орден Отечественной войны II степени (1985)
- Орден «Знак Почёта»
- Медали.

## Творчество

### Постановки
Большой драматический театр им. М. Горького
- 1958 — «Такая любовь» П. Когоута
- 1961 — «Четвёртый» К. М. Симонова
- 1961 — Я, бабушка, Илико и Илларион Н. В. Думбадзе, Г. Д. Лордкипанидзе

Драматический театр им. В. Ф. Комиссаржевской
- 1966 — «Господин Пунтила и его слуга Матти» Б. Брехта
- 1966 — «Дым отечества» К. М. Симонова
- 1967, 1975 — «Если бы небо было зеркалом» Н. В. Думбадзе, Г. Д. Лордкипанидзе
- 1968 — «Насмешливое моё счастье» Л. А. Малюгина
- 1968 — «Старик» М. Горького
- 1969 — «Десять суток за любовь» Б. М. Рацера, В. К. Константинова
- 1969 — «Люди и мыши» по Дж. Стейнбеку (режиссёр К. М. Гинкас)
- 1970 — «Большевики» М. Ф. Шатрова
- 1970 — «Театральная комедия» по пьесе «Лев Гурыч Синичкин» А. М. Бонди
- 1971 — «Не беспокойся, мама!» Н. В. Думбадзе
- 1971 — «Необыкновенный подарок» Е. И. Габриловича, С. Г. Розена
- 1972 — «Продавец дождя» Н. Р. Нэша (совм. с В. Ленцевичусом)
- 1972 — «Забыть Герострата!» Г. И. Горина
- 1972 — «Царь Фёдор Иоаннович» А. К. Толстого (режиссёр В. С. Суслов)
- 1973 — «Золушка» Е. Л. Шварца (режиссёр М. Косман)
- 1973 — «Проходной балл» Б. М. Рацера, В. К. Константинова (режиссёр В. Петров)
- 1973, 1981 — «Иосиф Швейк против Франца Иосифа» Б. М. Рацера, В. К. Константинова (режиссёр В. Л. Явич)
- 1974 — «Романтика для взрослых» И. Ю. Зверева (режиссёр Ю. Николаев)
- 1975 — «Женитьба» Н. В. Гоголя (режиссёр В. С. Суслов)
- 1976 — «Десять нераспечатанных писем» М. Ф. Шатрова
- 1976 — «Смерть Иоанна Грозного»» А. К. Толстого (режиссёр В. С. Суслов)
- 1977 — «Самый правдивый» Г. И. Горина (режиссёр В. С. Суслов)
- 1977 — «Притворщики» Э. В. Брагинского, Э. А. Рязанова
- 1977 — «Святая святых» И. П. Друцэ
- 1977 — «Мои Надежды» М. Ф. Шатрова (режиссёр В. Л. Явич)
- 1978 — «Царь Борис» А. К. Толстого (режиссёр В. С. Суслов)
- 1978 — «Аморальная история» Э. В. Брагинского, Э. А. Рязанова (режиссёр В. Л. Явич)
- 1978 — «Возвращение на круги своя» И. П. Друцэ (режиссёр В. С. Суслов)
- 1978 — «Легенда о шутовском колпаке» Г. И. Горина (режиссёр В. Петров)
- 1979 — «Гнездо глухаря» В. С. Розова
- 1980 — «Синие кони на красной траве» М. Ф. Шатрова (режиссёр В. Ю. Ветрогонов)
- 1980 — «Возвращение к жизни» Н. В. Думбадзе
- 1981 — «Дипломат» С. И. Алёшина (режиссёр В. Л. Явич)
- 1982 — «Генерал Серпилин» по роману «Живые и мёртвые» К. М. Симонова (режиссёр В. С. Суслов)
- 1983 — «Дни Турбиных» М. А. Булгакова (режиссёр В. С. Суслов)
- 1983 — «Последняя любовь Насреддина» Б. М. Рацера, В. К. Константинова (режиссёр В. Л. Явич)
- 1984 — «Выбор» по Ю. В. Бондареву
- 1985 — «Исповедь палача». «Смерть — моё ремесло» по Р. Мерлю (режиссёр В. Л. Явич)
- 1985 — «Неоконченный портрет» по А. Б. Чаковскому (режиссёр В. С. Суслов)
- 1986 — «Зыковы» М. Горького (реж. В. В. Гришко)
- 1986 — «Дети Ванюшина» С. А. Найдёнова
- 1986 — «Восточная трибуна» А. М. Галина (режиссёр В. С. Суслов)
- 1986 — «Диктатура совести» М. Ф. Шатрова (режиссёр В. В. Гришко)
- 1988 — «Рыжая кобыла с колокольчиком» И. П. Друцэ
- 1988 — «Колыма» И. М. Дворецкого (режиссёр В. В. Гришко)
- 1989 — «Робеспьер» Р. Роллана
- 1990 — «Начало» Б. Л. Васильева (режиссёр В. С. Суслов)
- 1991 — «Полоумный Журден» М. А. Булгакова (режиссёр А. Исаков)
- 1991 — «Дневник Анны Франк» Ф. Гудрич, А. Хаккета (режиссёр А. Исаков)[7]

### Фильмография
Режиссёр
- 1962 — Шпильки (фильм-спектакль)
- 1979 — Дипломат (фильм-спектакль)

Участие в фильмах
- 1974 — Вороне где-то Бог… (документальный)  — преподаватель

## Память
- 20 марта 2002 года в фойе Драматического театра им. В. Ф. Комиссаржевской была открыта мемориальная доска режиссёру.